# Nannaria minor
Nannaria minor är en mångfotingart som beskrevs av Chamberlin 1918. Nannaria minor ingår i släktet Nannaria och familjen Xystodesmidae. Inga underarter finns listade i Catalogue of Life.